# Danka Kovinić
Danka Kovinić, née le 18 novembre 1994 à Cetinje en Yougoslavie (aujourd'hui au Monténégro), est une joueuse de tennis monténégrine.
À ce jour, elle a remporté un titre en double dames sur le circuit WTA.

## Carrière professionne
En juillet 2015, elle remporte son premier titre WTA en double à Bad Gastein avec Stephanie Vogt de Liechtenstein.
Sur le circuit ITF, elle possède treize titres en simple et quatre en double.
En juillet 2024, elle est nommée porte-drapeau de la délégation du Monténégro aux Jeux olympiques d'été de 2024 à Paris en compagnie du skipper Milivoj Dukić (en).

## Palmarès

### Titre en simple dames
Aucun

### Finales en simple dames
| No | Date       | Nom et lieu du tournoi     | Catégorie | Dotation  | Surface      | Vainqueure           | Score         |          |
| -- | ---------- | -------------------------- | --------- | --------- | ------------ | -------------------- | ------------- | -------- |
| 1  | 12-10-2015 | Tianjin Open, Tianjin      | Intern'l  | 500 000 $ | Dur (ext.)   | Agnieszka Radwańska  | 6-1, 6-2      | Parcours |
| 2  | 18-04-2016 | Istanbul Cup, Istanbul     | Intern'l  | 250 000 $ | Terre (ext.) | Çağla Büyükakçay     | 3-6, 6-2, 6-3 | Parcours |
| 3  | 05-04-2021 | Volvo Car Open, Charleston | WTA 500   | 565 530 $ | Terre (ext.) | Veronika Kudermetova | 6-4, 6-2      | Parcours |

### Titre en double dames
| No | Date       | Nom et lieu du tournoi                | Catégorie | Dotation  | Surface      | Partenaire     | Finalistes                       | Score            |          |
| -- | ---------- | ------------------------------------- | --------- | --------- | ------------ | -------------- | -------------------------------- | ---------------- | -------- |
| 1  | 20-07-2015 | Nürnberger Gastein Ladies Bad Gastein | Intern'l  | 250 000 $ | Terre (ext.) | Stephanie Vogt | Lara Arruabarrena Lucie Hradecká | 4-6, 6-4, [10-3] | Parcours |

### Finales en double dames
| No | Date       | Nom et lieu du tournoi   | Catégorie | Dotation  | Surface      | Vainqueures                     | Partenaire       | Score            |          |
| -- | ---------- | ------------------------ | --------- | --------- | ------------ | ------------------------------- | ---------------- | ---------------- | -------- |
| 1  | 04-01-2016 | ASB Classic Auckland     | Intern'l  | 250 000 $ | Dur (ext.)   | Elise Mertens An-Sophie Mestach | Barbora Strýcová | 2-6, 6-3, [10-5] | Parcours |
| 2  | 18-04-2016 | Istanbul Cup Istanbul    | Intern'l  | 250 000 $ | Terre (ext.) | Andreea Mitu İpek Soylu         | Xenia Knoll      | forfait          | Parcours |
| 3  | 16-07-2018 | Bucharest Open Bucarest  | Intern'l  | 226 750 $ | Terre (ext.) | Irina-Camelia Begu Andreea Mitu | Maryna Zanevska  | 6-3, 6-4         | Parcours |
| 4  | 17-09-2018 | Guangzhou Open Guangzhou | Intern'l  | 226 750 $ | Dur (ext.)   | Monique Adamczak Jessica Moore  | Vera Lapko       | 4-6, 7-5, [10-4] | Parcours |

### Finales en simple en WTA 125
| No | Date       | Nom et lieu du tournoi          | Catégorie | Dotation  | Surface      | Vainqueure    | Score    |          |
| -- | ---------- | ------------------------------- | --------- | --------- | ------------ | ------------- | -------- | -------- |
| 1  | 08-07-2019 | Swedish Open, Båstad            | WTA 125   | 115 000 $ | Terre (ext.) | Misaki Doi    | 6-4, 6-4 | Parcours |
| 2  | 15-11-2022 | Buenos Aires Open, Buenos Aires | WTA 125   | 115 000 $ | Terre (ext.) | Panna Udvardy | 6-4, 6-1 | Parcours |

### Finales en double en WTA 125
| No | Date       | Nom et lieu du tournoi | Catégorie | Dotation  | Surface         | Vainqueures                      | Partenaire       | Score             |          |
| -- | ---------- | ---------------------- | --------- | --------- | --------------- | -------------------------------- | ---------------- | ----------------- | -------- |
| 1  | 08-07-2019 | Swedish Open Båstad    | WTA 125   | 115 000 $ | Terre (ext.)    | Misaki Doi Natalia Vikhlyantseva | Alexa Guarachi   | 7-5, 6-74, [10-7] | Parcours |
| 2  | 11-11-2019 | Taiwan Open Taipei     | WTA 125   | 115 000 $ | Moquette (int.) | Lee Ya-hsuan Wu Fang-hsien       | Dalila Jakupović | 4-6, 6-4, [10-7]  | Parcours |

## Parcours en Grand Chelem

### En simple dames
| Année | Open d'Australie | Open d'Australie      | Internationaux de France | Internationaux de France | Wimbledon       | Wimbledon       | US Open         | US Open             |
| ----- | ---------------- | --------------------- | ------------------------ | ------------------------ | --------------- | --------------- | --------------- | ------------------- |
| 2013  | —                | —                     | —                        | —                        | —               | —               | Q2              | Sharon Fichman      |
| 2014  | Q3               | Alla Kudryavtseva     | 1er tour (1/64)          | Kirsten Flipkens         | Q3              | Lesia Tsurenko  | Q1              | Caitlin Whoriskey   |
| 2015  | Q1               | Virginie Razzano      | 2e tour (1/32)           | Kristina Mladenovic      | 1er tour (1/64) | Samantha Stosur | 2e tour (1/32)  | A.K. Schmiedlová    |
| 2016  | 2e tour (1/32)   | Victoria Azarenka     | 1er tour (1/64)          | Petra Kvitová            | 1er tour (1/64) | Mona Barthel    | 1er tour (1/64) | Montserrat González |
| 2017  | 2e tour (1/32)   | Timea Bacsinszky      | 1er tour (1/64)          | Ana Konjuh               | 1er tour (1/64) | Jennifer Brady  | Q2              | Katie Boulter       |
| 2018  | Q2               | Danielle Collins      | Q1                       | Claire Liu               | Q1              | Conny Perrin    | Q1              | Jessica Pieri       |
| 2019  | Q3               | Natalia Vikhlyantseva | Q1                       | Tímea Babos              | Q2              | Danielle Lao    | Q2              | Varvara Gracheva    |
| 2020  | 1er tour (1/64)  | Elise Mertens         | 1er tour (1/64)          | Victoria Azarenka        | Annulé          | Annulé          | 2e tour (1/32)  | Magda Linette       |
| 2021  | 1er tour (1/64)  | Ashleigh Barty        | 2e tour (1/32)           | Paula Badosa             | —               | —               | 1er tour (1/64) | Kristýna Plíšková   |
| 2022  | 3e tour (1/16)   | Simona Halep          | 3e tour (1/16)           | Iga Świątek              | —               | —               | 1er tour (1/64) | Serena Williams     |
| 2023  | 1er tour (1/64)  | Lauren Davis          | 1er tour (1/64)          | Linda Nosková            | —               | —               | 1er tour (1/64) | Lauren Davis        |
|       |                  |                       |                          |                          |                 |                 |                 |                     |
| 2025  | 2e tour (1/32)   | Dayana Yastremska     | —                        | —                        | —               | —               | —               | —                   |

N.B. : à droite du résultat se trouve le nom de l'ultime adversaire.

### En double dames
| Année | Open d'Australie             | Open d'Australie      | Internationaux de France       | Internationaux de France | Wimbledon                    | Wimbledon       | US Open                    | US Open                 |
| ----- | ---------------------------- | --------------------- | ------------------------------ | ------------------------ | ---------------------------- | --------------- | -------------------------- | ----------------------- |
| 2015  | —                            | —                     | —                              | —                        | —                            | —               | 1er tour (1/32) Putintseva | Black Neel              |
| 2016  | 2e tour (1/16) Kasatkina     | Xu Zheng S.           | 1er tour (1/32) Kalashnikova   | N. Kichenok L. Kichenok  | 1er tour (1/32) Arruabarrena | Janković Krunić | 2e tour (1/16) Rosolska    | Krejčíková Siniaková    |
| 2017  | 2e tour (1/16) L. Siegemund  | V. King Y. Shvedova   | —                              | —                        | —                            | —               | —                          | —                       |
|       |                              |                       |                                |                          |                              |                 |                            |                         |
| 2020  | —                            | —                     | 1er tour (1/32) X. Knoll       | N. Melichar I. Świątek   | Annulé                       | Annulé          | —                          | —                       |
| 2021  | 2e tour (1/16) P. Badosa     | H. Carter L. Stefani  | 1er tour (1/32) I. Khromacheva | Chan H.-c. Chan Y.-j.    | —                            | —               | 2e tour (1/16) R. Peterson | A. Guarachi D. Krawczyk |
| 2022  | 1er tour (1/32) A. Krunić    | A. Muhammad J. Pegula | —                              | —                        | —                            | —               | —                          | —                       |
| 2023  | 1er tour (1/32) K. Christian | M. Kato A. Sutjiadi   | —                              | —                        | —                            | —               |                            |                         |

N.B. : le nom de la partenaire se trouve sous le résultat ; le nom des ultimes adversaires se trouve à droite.

## Parcours en «Premier» et «WTA 1000»
Les tournois WTA « Premier Mandatory » et « Premier 5 » (entre 2009 et 2020) et WTA 1000 (à partir de 2021) constituent les catégories d'épreuves les plus prestigieuses, après les quatre levées du Grand Chelem.

### En simple dames
| Année |              | Premier Mandatory            | Premier Mandatory              | Premier Mandatory            | Premier Mandatory        |       | Premier 5 | Premier 5 | Premier 5                    | Premier 5 | Premier 5   | Premier 5 | Premier 5                    |
| Année | Indian Wells | Miami                        | Madrid                         | Pékin                        |                          | Dubaï | Rome      | Canada    | Cincinnati                   |           | Wuhan       |           |                              |
| Année | Indian Wells | Miami                        | Madrid                         | Pékin                        |                          | Doha  | Rome      | Canada    | Cincinnati                   |           | Guadalajara |           |                              |
| Année | Indian Wells | Miami                        | Madrid                         | Pékin                        |                          |       | Rome      | Canada    | Cincinnati                   |           |             |           |                              |
| 2015  |              |                              |                                |                              |                          |       |           |           |                              |           |             |           | 1er tour (1/32) R. Vinci     |
| 2016  |              | 2e tour (1/32) P. Kvitová    | 2e tour (1/32) J. Konta        |                              | 1er tour (1/32) T. Babos |       |           |           | 1er tour (1/32) E. Makarova  |           |             |           | 1er tour (1/32) L. Siegemund |
| 2017  |              | 1er tour (1/64) J. Ostapenko | 1er tour (1/64) Peng S.        |                              |                          |       |           |           |                              |           |             |           |                              |
| 2020  |              |                              |                                |                              |                          |       |           |           | 3e tour (1/8) E. Mertens     |           |             |           |                              |
|       |              | WTA 1000                     |                                |                              |                          |       |           |           |                              |           |             |           |                              |
| 2021  |              | 1er tour (1/64) M. Sherif    |                                | 1er tour (1/32) S. Stephens  |                          |       |           |           |                              |           |             |           |                              |
| 2022  |              | 3e tour (1/16) L. Samsonova  | 1er tour (1/64) L. Fruhvirtová |                              |                          |       |           |           |                              |           |             |           |                              |
| 2023  |              | 1er tour (1/64) E. Raducanu  | 1er tour (1/64) N. Hibino      | 2e tour (1/32) B. Krejčíková |                          |       |           |           | 2e tour (1/32) B. Krejčíková |           |             |           |                              |

Sous le résultat, l’ultime adversaire.

## Parcours aux Jeux olympiques

### En simple dames
| # | Date       | Nom de l'olympiade                  | Surface             | Résultat        | Ultime adversaire | Score    |          |
| - | ---------- | ----------------------------------- | ------------------- | --------------- | ----------------- | -------- | -------- |
| 1 | 06/08/2016 | Olympic Tennis Event Rio de Janeiro | Dur (ext.)          | 1er tour (1/32) | Madison Keys      | 6-3, 6-3 | Parcours |
| 2 | 27/07/2024 | Olympic Tennis Event Paris          | Terre battue (ext.) | 1er tour (1/32) | María Sákkari     | 6-0, 6-1 | Parcours |

## Records et statistiques

### Victoires sur le top 10
Toutes ses victoires sur des joueuses classées dans le top 10 de la WTA lors de la rencontre.
| Légende            |
| Grand Chelem       |
| Premier / WTA 1000 |
| WTA 500            |
| WTA 250            |
| Fed Cup            |

| # |       |  | Tournoi      | Année | Surface      |  | Adversaire        | Rang  | Tour | Score         | Tableau |
| - | ----- |  | ------------ | ----- | ------------ |  | ----------------- | ----- | ---- | ------------- | ------- |
| 1 | no 47 |  | Madrid       | 2016  | Terre battue |  | Roberta Vinci     | no 8  | 1/32 | 6-4, 6-2      | Tableau |
| 2 | no 86 |  | Rome         | 2020  | Terre battue |  | Belinda Bencic    | no 10 | 1/16 | 6-3, 6-1      | Tableau |
| 3 | no 71 |  | Indian Wells | 2022  | Dur          |  | Karolína Plíšková | no 8  | 1/32 | 2-6, 7-5, 6-4 | Tableau |

### Classements WTA en fin de saison
| Année          | 2010 | 2011 | 2012 | 2013 | 2014 | 2015 | 2016 | 2017 | 2018 | 2019 | 2020 | 2021 | 2022 | 2023 |
| Rang en simple | 687  | 354  | 295  | 170  | 109  | 58   | 72   | 118  | 182  | 88   | 77   | 95   | 79   | 111  |
| Rang en double | –    | 450  | 351  | 395  | 214  | 106  | 83   | 140  | 112  | 140  | 172  | 138  | 631  | 262  |

Source : (en) Classements de Danka Kovinić sur le site officiel de la Fédération internationale de tennis